# Västerns vilda dotter
Västerns vilda dotter (originaltitel Calamity Jane) är en amerikansk western-musikalfilm från 1953. Filmen är löst baserad på Calamity Janes liv. Titelrollen spelas av Doris Day.

## Handling
Calamity Jane, "Calam" (Doris Day), anländer med diligensen hem till Deadwood, South Dakota. Med på diligensen är också sångaren Francis Fryer, som till ortsbefolkningens förtret visar sig vara en man och inte en vacker kvinna. Calam åker till Chicago för att rekrytera den vackra Adelaid Adams. Av misstag får hon istället med sig Adams medhjälpare Katie Brown (Allyn Ann McLerie). Calam och Katie blir vänner och städar upp Calams stuga. Det förekommer också romantiska förvecklingar med löjtnant Danny Gilmartin (Philip Carey) och Wild Bill Hickok (Howard Keel).

## Rollista i urval
- Doris Day - Calamity Jane
- Howard Keel - Wild Bill Hickok
- Allyn Ann McLerie - Katie Brown
- Philip Carey - Lt. Daniel Gilmartin
- Dick Wesson - Francis Fryer
- Paul Harvey - Henry Miller
- Chubby Johnson - Rattlesnake
- Gale Robbins - Adelaid Adams
- Francis McDonald - Hank
- Monte Montague - Pete
- Bess Flowers - officersfru i receptionen
- Tom London - Prospector

## Sånger
Sångerna komponerades av Sammy Fain med texter av Paul Francis Webster. Bland musikstyckena i filmen märks:
- The Deadwood Stage
- I Can Do Without You
- 'Tis Harry I'm Plannin' to Marry
- Just Blew in from the Windy City
- My Heart Is Higher Than a Hawk (Deeper Than a Well)
- A Woman's Touch
- The Black Hills of Dakota
- Secret Love

"Secret Love" blev en stor hit för Doris Day och vann en Oscar för bästa sång.